# Marie Juchacz
Marie Juchacz, nacida como Marie Gohlke (Landsberg an der Warthe el 15 de marzo de 1879; Düsseldorf el 28 de enero de 1956) fue una activista que luchaba por las reformas sociales, por la socialdemocracia y por los derechos de la mujer. Bajo su dirección el 13 de diciembre de 1919 se fundó la Asociación para el Bienestar de los Trabajadores. Tras la introducción del sufragio pasivo de las mujeres, fue la primera mujer que pronunció un discurso en la Asamblea Nacional de Weimar el 19 de febrero de 1919.

## Vida y profesión
Marie Juchacz nació en Landsberg an der Warthe. Fue hija del carpintero Theodor Golke y su esposa, Henriette. Asistió a la escuela primaria de su ciudad natal y, a partir de 1893, trabajó primero como empleada doméstica y luego como obrera en una fábrica. Entre 1896 y 1898 trabajó en una enfermería. A continuación, realizó un curso de modista, profesión que desempeñó hasta 1913. Tras separarse de su marido, Bernhard Juchacz, se mudó a Berlín con sus dos hijos. De 1914 a 1918, durante la Primera Guerra Mundial, trabajó en el «Heimarbeitszentrale» («Centro de Trabajo a Domicilio») junto con Anna Maria Schulte, su hermana Elisabeth Röhl y Else Meerfeld y formó parte de la «Lebensmittelkommission» («Comisión de Alimentos»).
Juchacz se afilió al Partido Socialdemócrata de Alemania (SPD) en 1908, partido al que la acercó su hermano mayor. Pronto se convirtió en una solicitada oradora. En 1913 fue nombrada secretaria de la mujer en Colonia para el partido del distrito del Alto Rin. Allí se encargó de la organización de las trabajadoras del sector textil de Aquisgrán. Tras la división de los socialdemócratas y la fundación del Partido Socialdemócrata Independiente de Alemania (USPD), Juchacz, que había permanecido con el Partido Social Demócrata Mayoritario de Alemania (nombre que el SPD usó de forma oficial a lo largo de la división), fue designada por Friedrich Ebert secretaria de la mujer en el Comité Ejecutivo Central del partido, cargo anteriormente ocupado por Clara Zetkin. También dirigió el periódico defensor de la igualdad Die Gleichheit (La Igualdad). El 13 de diciembre de 1919 fundó junto a otras personas la Asociación para el Bienestar de los Trabajadores (AWO), que presidió hasta 1933. De 1921 a 1931 formó parte de la junta directiva de la Asociación Alemana para el Bienestar Público y Privado (DV).
Después de la Machtergreifung (la toma del poder por parte del partido nacionalsocialista), Juchacz emigró a la Cuenca del Sarre. Cuando población de Sarre votó a favor de anexionarse al Reich Alemán, huyó a Alsacia, y, tras el inicio de la Segunda Guerra Mundial, a Marsella. Gracias a un visado de urgencia en 1941 se refugió en Nueva York,  donde vivió hasta 1949. Exiliada, y con más de 60 años, aprendió inglés, asistió a su cuñado, Emil Kirschmann, y proveyó comida a otros refugiados. En 1945 fundó la Asociación para el Bienestar de los Trabajadores EE. UU. – Ayuda para las Víctimas del Nacionalsocialismo, que, tras el fin de la guerra, proporcionó apoyo a la devastada Alemania con envíos de paquetes.
En 1949, Juchacz volvió de su exilio a Alemania y se convirtió en presidenta de honor del AWO.
Marie Juchacz fue enterrada en la tumba de su hermana Elisabeth y de Emil Kirschmann, en el Cementerio Sur de Colonia. En 2011, el Ayuntamiento de Colonia declaró la tumba como Ehrengrab (tumba de honor, en español).

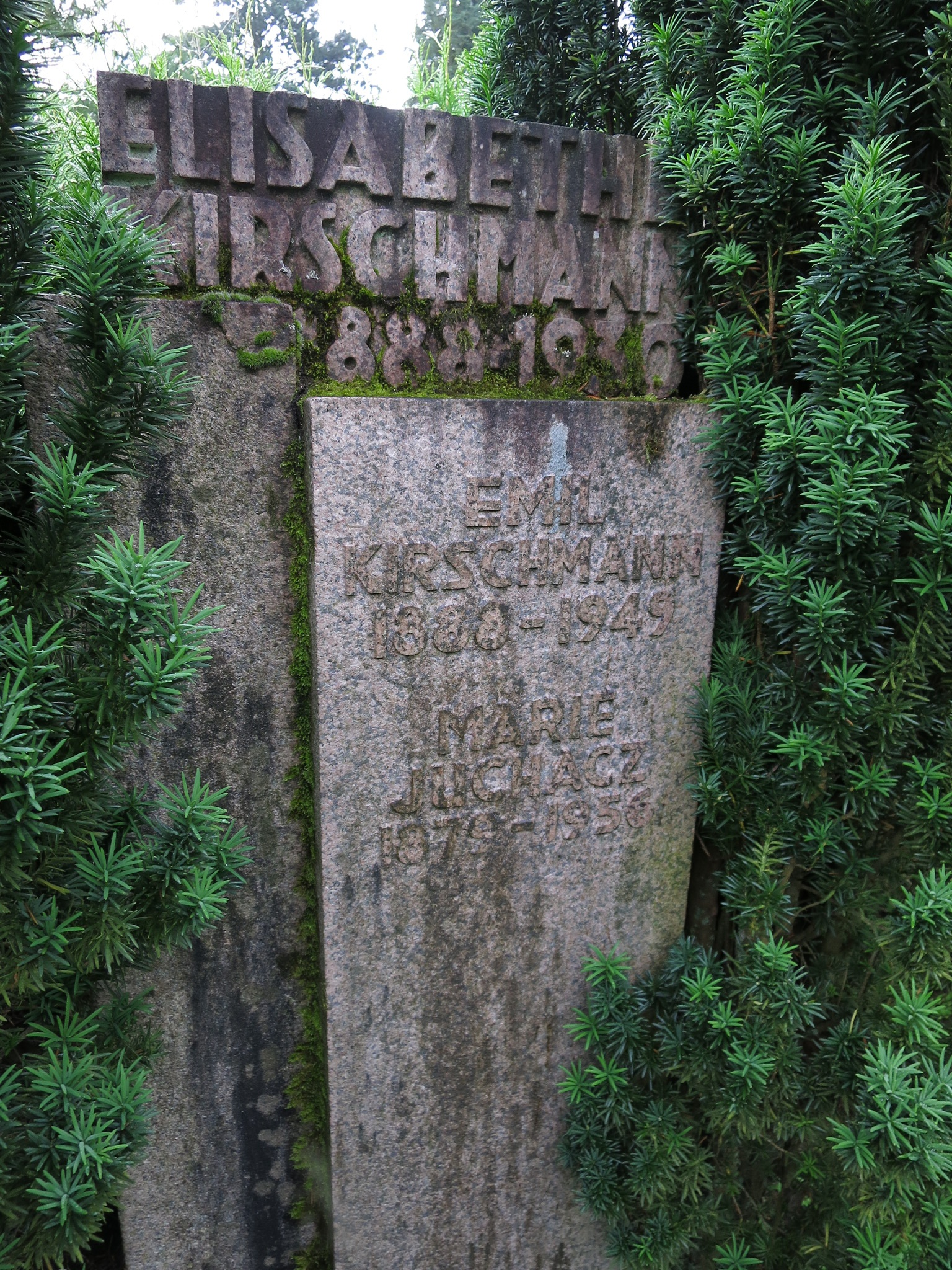
Fosa familiar del Cementerio Sur de Colonia donde se encuentra Marie Juchacz.

## Diputada y miembro de la Asamblea Nacional de Weimar
Marie Juchacz fue una de las 37 mujeres elegidas en 1919 para formar parte de la Asamblea Nacional de Weimar. El 19 de febrero de 1919, habló allí como la primera mujer parlamentaria desde el comienzo del sufragio femenino:
«¡Damas y caballeros!» (Risas.) «Es la primera vez que se le permite a una mujer dirigirse al pueblo desde el Parlamento como persona libre e igual, y me gustaría poner de manifiesto aquí, con total objetividad, que fue la revolución la que superó los viejos prejuicios también en Alemania». – Marie Juchacz: el 19 de febrero de 1919 en su discurso en la Asamblea Nacional de Weimar.
Fue la única mujer que perteneció al «Comité para la Elaboración del Borrador de la Constitución de Weimar» de la Asamblea Nacional. Fue miembro del Parlamento desde las elecciones de 1920 hasta las de 1933. Su hermana Elisabeth Röhl también fue diputada del SPD en la Asamblea Nacional.

## Homenajes
Varias ciudades han otorgado el nombre de Marie Juchacz a sus calles. En 1969 se le concedió un sello (Catálogo n.º 596-Bloque 5) en honor a los 50 años del Sufragio Femenino y en 2003 un sello de 1 euro de la serie Mujeres en la Historia de Alemania (Catálogo n.º 2305).
En el edificio del Reichstag se ha bautizado con su nombre una sala donde se reúne la ejecutiva del SPD y su nombre preside asimismo la sala de reuniones del ayuntamiento de Weimar. La Asociación de Bienestar de los Trabajadores concede una condecoración con su nombre, Marie-Juchacz-Plakette, desde 1969. También el grupo parlamentario federal del SPD otorga el premio Marie Juchacz.
El 18 de agosto de 2017 se inauguró un monumento a Marie Juchacz en la Mehringplatz, en Berlin-Kreuzberg. La sede de la Asociación para el Bienestar de los Trabajadores estuvo situada cerca del monumento hasta 1933. La placa conmemorativa consta de dos triángulos entre los que se forma una tercera forma central. Las palabras “Libertad”, “Justicia” e “Igualdad”, “Tolerancia” y “Solidaridad” están grabadas en las placas de acero triangulares. El año de nacimiento y muerte, el nombre y el retrato de Marie Juchacz están grabados en la placa de acero del centro. El artista diseñador Gerd Winner dijo de la escultura: ”Une los fundamentos del estado de bienestar y la memoria de Marie Juchacz”.
Uno de los primeros trenes nuevos del Intercity Express (ICE 4) recibió el nombre de Marie Juchacz a finales de octubre de 2017.
En Alemania diversas instituciones sociales han sido nombradas en honor a Marie Juchacz, entre otras un centro de la tercera edad en Erzhausen, una residencia de la tercera edad de la AWO en Berlin-Lichtenrade, el Centro Marie-Juchacz de la AWO en Augsburg o una residencia para alcohólicos crónicos (CMA). En 2019 se inauguró la guardería “Marie Juchacz” en Idstein para celebrar el centenario de la Asociación de Bienestar de los Trabajadores. En 2020, el Museo Mitte mostrará la exposición  „Marie Juchacz - Die erste Frau am Rednerpult“.

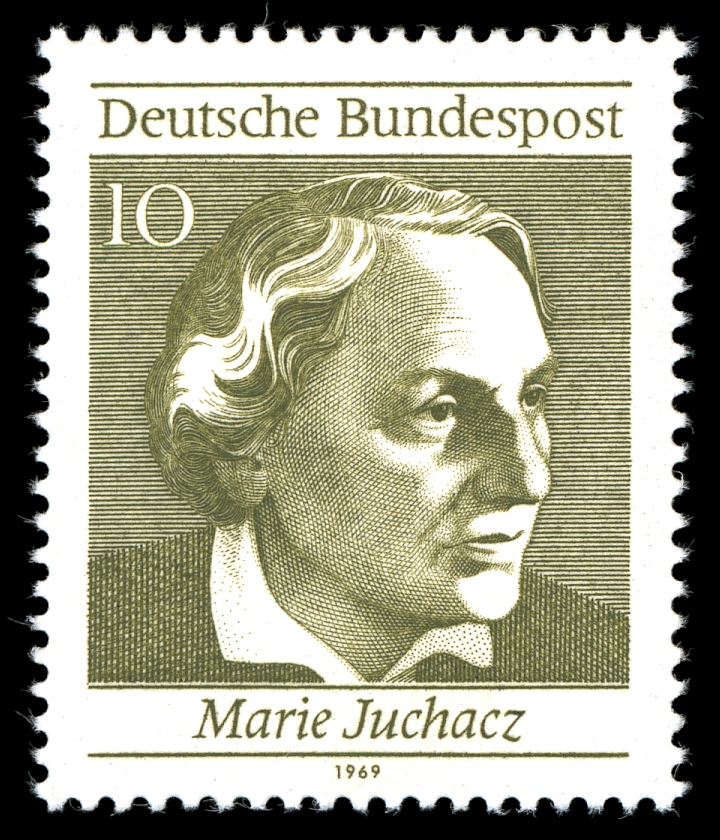
Sello de 1969 de los 50 años de Sufragio Femenino en Alemania.

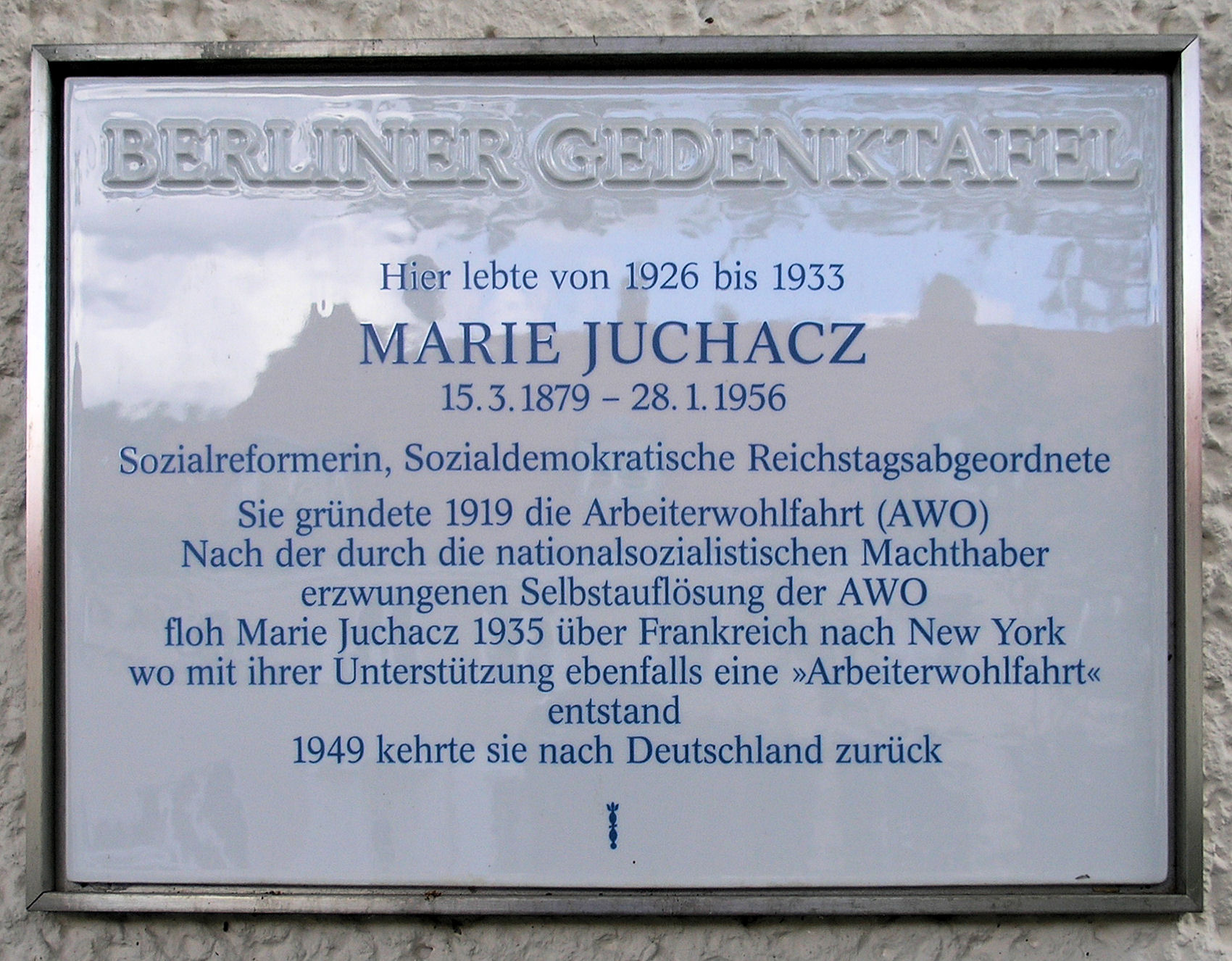
Placa conmemorativa de Berlín en la casa de la calle Schmausstraße 83 en Berlín-Köpenick.

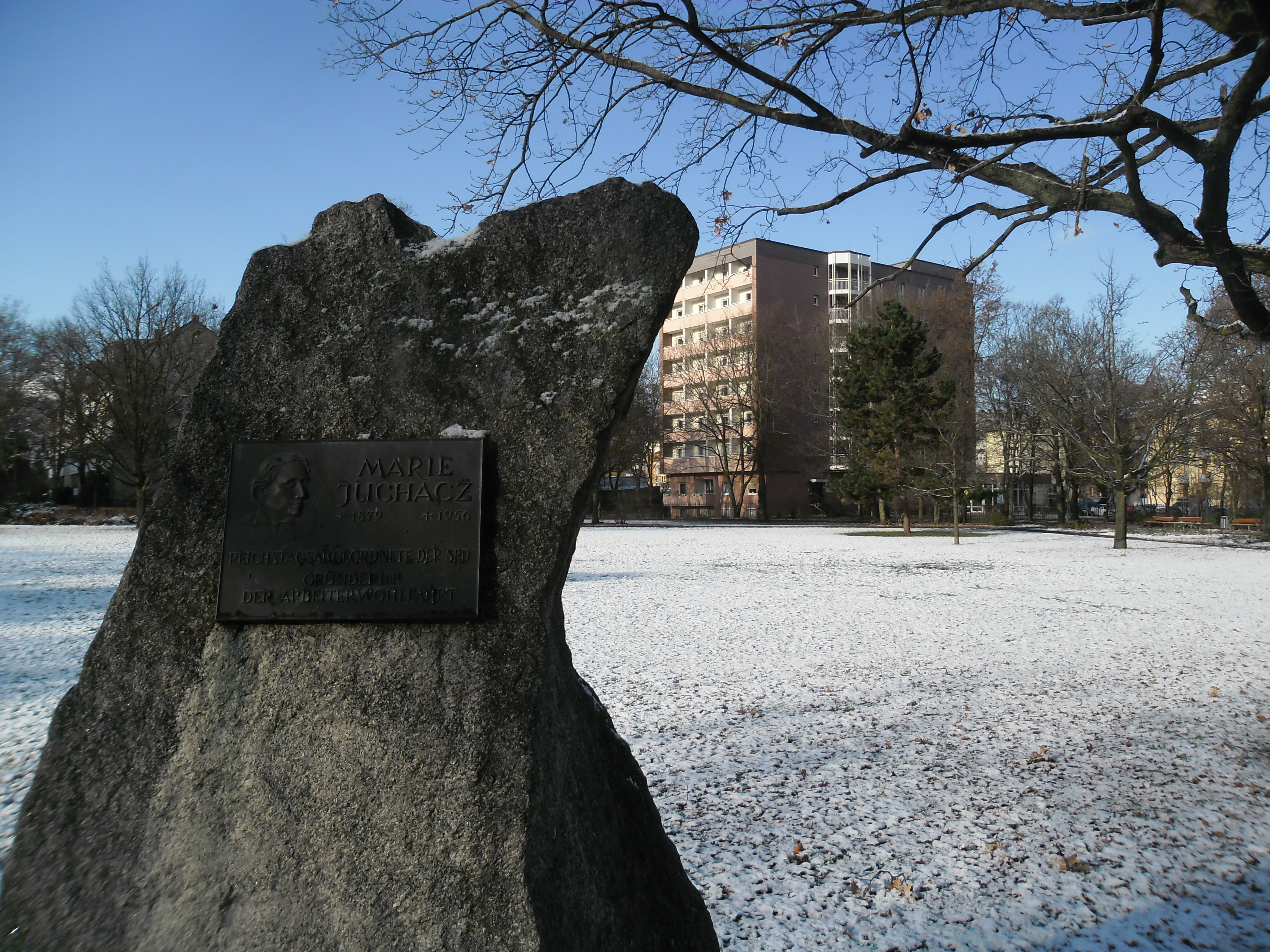
Lápida conmemorativa de Marie Juchacz en Núremberg-St. Leonhard.

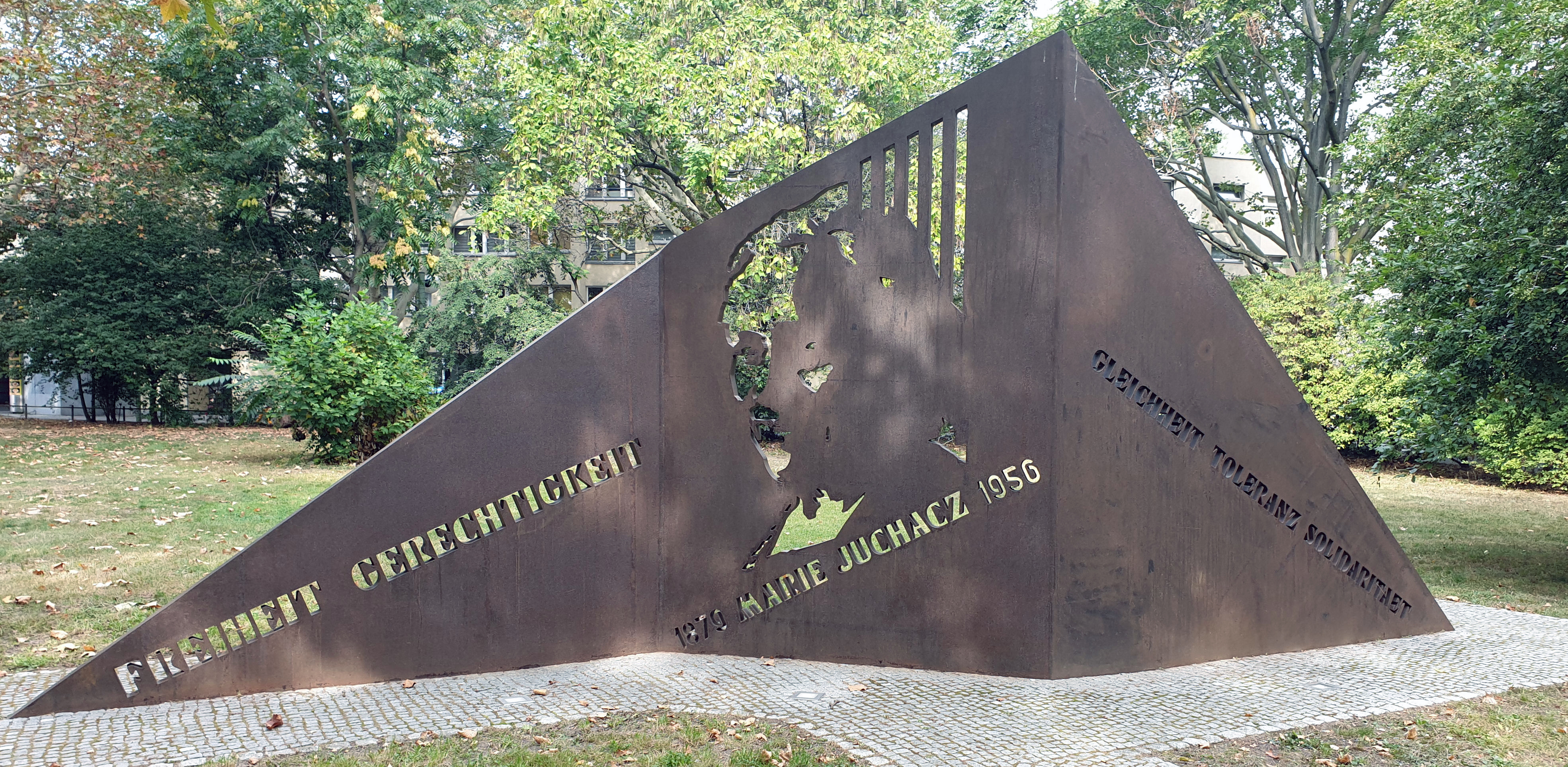
Monumento de Gerd Winner, 2017, Mehringplatz, Berlín-Kreuzberg.

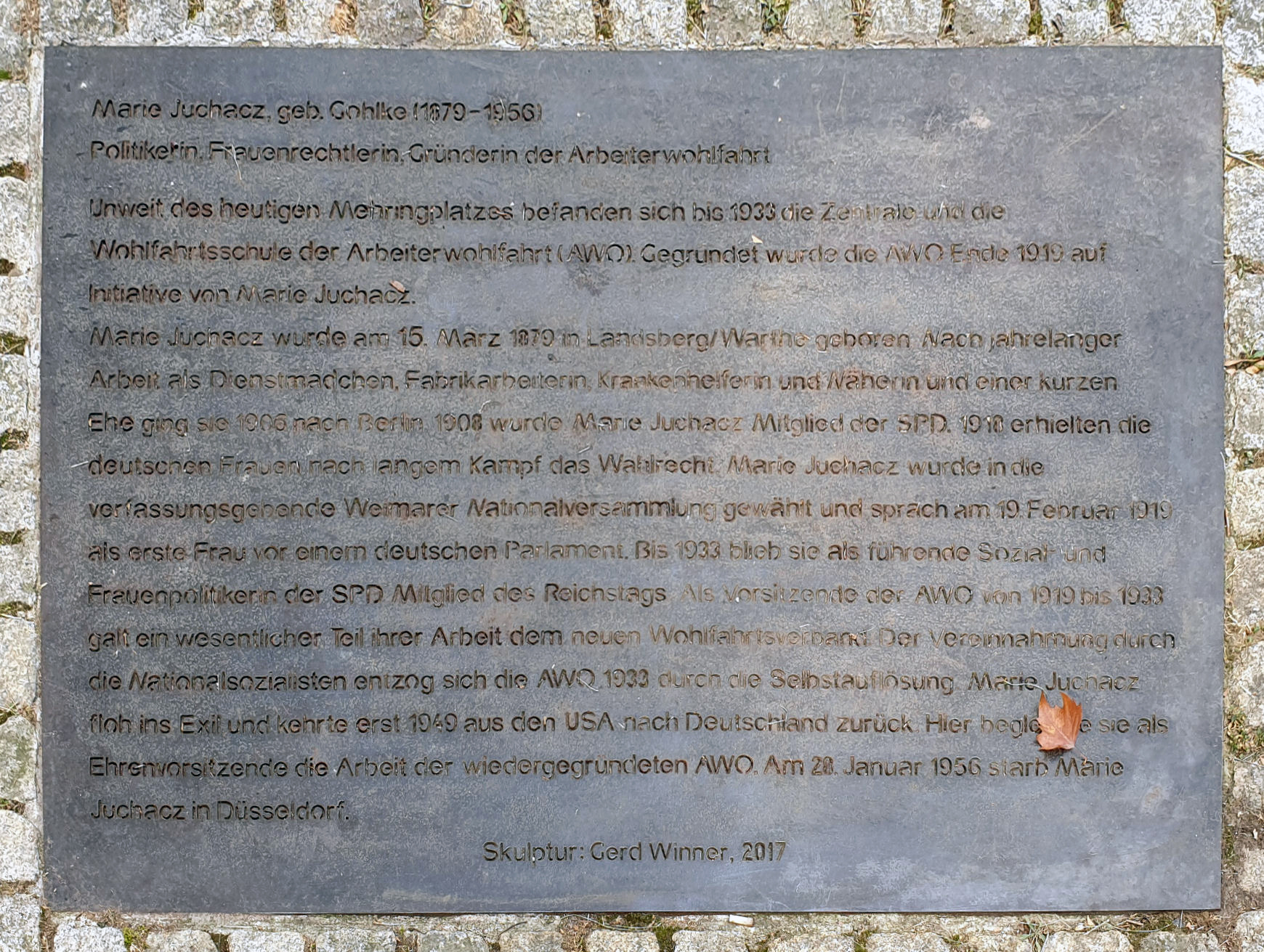
Placa conmemorativa, Mehringplatz, Berlín-Kreuzberg.

## Cine y teatro
- En un papel secundario Juchacz es interpretada por  Bibiana Beglau en el docudrama Die Konterrevolution – Der Kapp-Lüttwitz-Putsch 1920 (Producción: BR-alpha, 2011).[20]
- En el docudrama Der Reichstag – Reichstagsgebäude, 2017, (Producción: ARTE, NDR, RBB) Marie Juchacz aparece en un papel secundario por Brigit Schürmann.[21][22]
- Marie Juchacz – Die erste Frau am Rednerpult. Documental, Alemania, 2018, 29:50 Min., Escrito y dirigido por: Steffen Jindra, Producción: MDR, Serie: Die Spur der Ahnen, Primera emisión: 5 de diciembre de 2018 en MDR Fernsehen, Inhaltsangabe de MDR Zeitreise.
- Con motivo del 150.º aniversario del nacimiento de Marie Juchacz, la Asociación de Trabajadores del Sarre encargó un musical. Fue realizado por el Musicalprojekt Neunkirchen y representado el 9 de agosto de 2019 con el título Meine Herren und Damen: Marie! en Neunkirchen (Saar). El papel de Marie es interpretado por la cantante Nina Sepeur, y su hermana Elisabeth por Hannah Neumann. Holger Hauer escribió el libro y la letra, Francesco Cottone y Amby Schillo la música. El decorado fue diseñado por Jochen Maas, Ellen Kärcher se encargó del vestuario, así como de la dirección artística y la coreografía, y Matthias Stockinger de la dirección.[23][24]
- Starke Frauen, Starke Geschichten: Weimar und die 37 Frauen -Película de Steffen Jindra

## Radio
- ¿Por qué casi nadie conoce a Marie Juchacz? 100 años de sufragio femenino. Entrevista, 12 de noviembre de 2018, 11:07 Min., invitada: Unda Hörner, Producción: Deutschlandfunk Kultur, Redacción: Fazit, Audio-Datei. (Memento del 13 de noviembre de 2018 en Internet Archive)
- „Die Frauen besitzen heute das Ihnen zustehende Recht der Staatsbürgerinnen.“ Discurso de Marie Juchacz en la Asamblea Nacional de Weimar como primera mujer parlamentaria, 19 de febrero de 1919, 34:21 Min., Producción: MDR, Emisión: 22 de diciembre de 2018 en MDR, Audio-Datei.

## Publicaciones
- Der kommende Friede. W. Moeser, Berlín 1919.
- Praktische Winke für die sozialdemokratische Frauenbewegung. Hrsg. vom Vorstand der Sozialdemokratischen Partei Deutschlands. Berlín 1921.
- Ottilie Baader: Ein steiniger Weg. Lebenserinnerungen einer Sozialistin. Mit einem Vorwort von Marie Juchacz. J. H. W. Dietz Verlag Nachf., Berlín 1921.
- Marie Juchacz, Johanna Heymann: Die Arbeiterwohlfahrt. Voraussetzungen und Entwicklung. J. H. W. Dietz Nachf., Berlín 1924.
- Geburtenfrage – Sexualberatung eine Aufgabe der Arbeiterwohlfahrt, en: Arbeiterwohlfahrt (Zeitschrift), 4 (1929), vol. 23, pp. 730–734. Digitalisat.
- Stimmen gegen den § 218, en: Der sozialistische Arzt, 7. Jahrgang (1931), vol. 4 (Abril), pp. 102–103, Digitalisat.
- Zum 31. Juli 1932, en: Arbeiterwohlfahrt, 7 (1932), vol. 14, pp. 417–418. Digitalisat
- Sie lebten für eine bessere Welt. Lebensbilder führender Frauen des 19. und 20. Jahrhunderts. J. H. W. Dietz Verlag Nachf., Berlín, Hannover 1955.